# Aarne
Ми́рча Папушо́й (рум. Mircea Păpușoi; род. 25 марта 2001, Бухарест), более известный под псевдонимом Aarne (рус. А́рни) — русскоязычный музыкальный продюсер родом из Румынии. Лауреат рейтинга Forbes «30 до 30» 2023 года в категории «Музыка». Aarne приравнивают к западному артисту и продюсеру DJ Khaled.

## Карьера
Родившись в Румынии в 2001 году, Папушой начал писать биты в середине 2010-х годов под псевдонимом Octoberweather в музыкальном жанре вэйв, живя в Москве.
Переехав жить в Лондон, в 2019 году Aarne начал обретать известность как музыкальный продюсер, спродюсировав инструментальную часть к трекам «Money Long» и «Message» от Kizaru (совместно с Daspaceboy), а также «Surname» от Big Baby Tape и «7 дней» совместно с Lil Krystalll.
Впоследствии Папушой начал продюсировать всё больше песен крупных артистов. Некоторые из них: Lil Keed — «Cold World», Big Baby Tape — «Balance», Lil Krystalll — «Kebab Boy» и «Mazzaleen», Платина — «В клубе» и многие другие.
12 августа 2022 года вышел студийный альбом AA Language, спродюсированный Aarne с вокалом Федука, Bushido Zho, Anikv, Моргенштерна, Big Baby Tape, Mayot, Markul, Элджей, Lil Krystalll, Lil Keed, Mykko Montana, Yanix, Seemee, Obladaet, Slava Marlow, The Limba, Платина, Blago White и uglystephan. Альбом возглавил чарт Apple Music, трек «Тесно» занял первую позицию чарта, а также в топ-10 вошли треки «Больно», «Фиеста», «Ski Ski» и «Дискорд».
27 октября 2023 года состоялся релиз студийного альбома AA LANGUAGE 2, спродюсированный Aarne. С выходом этого альбома состоялся дебют вокала Aarne в треке «Language Outro» . В альбоме присутствовали следующие артисты: Big Baby Tape, Kizaru, Федук, Bushido Zho, Mayot, Lil Krystall, Yanix, Huzzy B, Chief Keef, Toxi$, Дора, Scally Milano, Alblak52, Баста, NLE Choppa, Imanbek, uglystephan, Lovv66, Kai Angel & 9mice. Альбом за сутки после его релиза возглавил чарт Apple Music.
28 июня 2024 года вышел альбом, который является коллаборацией с хип-хоп-исполнителем Big Baby Tape, под названием PEEKABOO, набравший 1 000 000 прослушиваний за два часа в стриминговом сервисе VK Музыка. На альбоме можно услышать гостевые куплеты таких артистов, как: Icegergert, Voskresenskii, Toxi$, Платина и Федук.

## Дискография

### Студийные альбомы
| Название                             | Детали                                                                                       | Высшая позиция в чартах | Высшая позиция в чартах |
| Название                             | Детали                                                                                       | Литва AGATA Топ-100     | Apple Music             |
| ------------------------------------ | -------------------------------------------------------------------------------------------- | ----------------------- | ----------------------- |
| AA Language                          | - Релиз: 12 августа 2022 - Лейбл: AA Team - Формат: цифровая дистрибуция, стриминг           | 18                      | 1                       |
| AA Language 2                        | - Релиз: 27 октября 2023 - Лейбл: Effective Records - Формат: цифровая дистрибуция, стриминг | 7                       | 1                       |
| Peekaboo (совместно с Big Baby Tape) | - Релиз: 28 Июня 2024 - Лейбл: Benzo Records - Формат: цифровая дистрибуция, стриминг        | —                       | 1                       |

## Продюсерская дискография
| Год  | Название                                   | Высшая позиция в чартах | Высшая позиция в чартах | Высшая позиция в чартах | Высшая позиция в чартах | Высшая позиция в чартах | Высшая позиция в чартах | Высшая позиция в чартах | Высшая позиция в чартах | Высшая позиция в чартах | Высшая позиция в чартах | Высшая позиция в чартах | Высшая позиция в чартах  | Высшая позиция в чартах | Альбом                        |
| Год  | Название                                   | Apple Music             | Apple Music             | Apple Music             | Spotify                 | YouTube Music           | ВКонтакте               | TikTok                  | Яндекс Музыка           | Shazam                  | СберЗвук                | Русский чарт            | Top Radio & YouTube Hits | Top YouTube Hits        | Альбом                        |
| ---- | ------------------------------------------ | ----------------------- | ----------------------- | ----------------------- | ----------------------- | ----------------------- | ----------------------- | ----------------------- | ----------------------- | ----------------------- | ----------------------- | ----------------------- | ------------------------ | ----------------------- | ----------------------------- |
| 2018 | «Front Row» (Convolk)                      | —                       | —                       | —                       | —                       | —                       | —                       | —                       | —                       | —                       | —                       | —                       | —                        | —                       | Blue Sky Blue Boy             |
| 2019 | «Hungry Flow» (Jeembo и Tveth)             | —                       | —                       | —                       | —                       | —                       | —                       | —                       | —                       | —                       | —                       | —                       | —                        | —                       | Painkiller III                |
| 2019 | «Money Long» (Kizaru)                      | —                       | —                       | —                       | —                       | —                       | —                       | —                       | —                       | —                       | —                       | —                       | —                        | —                       | Karmageddon                   |
| 2019 | «Surname» (Big Baby Tape)                  | —                       | —                       | —                       | —                       | —                       | —                       | —                       | —                       | —                       | —                       | —                       | —                        | —                       | Arguments & Facts             |
| 2019 | «Baby Soulja» (Telly Grave)                | —                       | —                       | —                       | —                       | —                       | —                       | —                       | —                       | —                       | —                       | —                       | —                        | —                       | Внеальбомные синглы           |
| 2019 | «New Tradition» (Nessly)                   | —                       | —                       | —                       | —                       | —                       | —                       | —                       | —                       | —                       | —                       | —                       | —                        | —                       | Внеальбомные синглы           |
| 2019 | «7 дней» (Lil Krystalll и Big Baby Tape)   | —                       | —                       | —                       | —                       | —                       | —                       | —                       | —                       | —                       | —                       | —                       | —                        | —                       | No Label                      |
| 2019 | «Message» (Kizaru)                         | —                       | —                       | —                       | —                       | 5                       | —                       | —                       | —                       | —                       | —                       | —                       | —                        | —                       | Say No Mo                     |
| 2020 | «Чёрная молния» (Bobugang и Dope V)        | —                       | —                       | —                       | —                       | —                       | —                       | —                       | —                       | —                       | —                       | —                       | —                        | —                       | Внеальбомный сингл            |
| 2020 | «Hypnotized» (White Punk и Killy)          | —                       | —                       | —                       | —                       | —                       | —                       | —                       | —                       | —                       | —                       | —                       | —                        | —                       | «Мрачные тени»                |
| 2020 | «Cold World» (Lil Keed)                    | —                       | —                       | —                       | —                       | —                       | —                       | —                       | —                       | —                       | —                       | —                       | —                        | —                       | Trapped on Cleveland 3        |
| 2020 | «Purge» (Mykko Montana и Lil Keed)         | —                       | —                       | —                       | —                       | —                       | —                       | —                       | —                       | —                       | —                       | —                       | —                        | —                       | AA Language                   |
| 2020 | «Где же душа» (Рыночные отношения и Федук) | —                       | —                       | —                       | —                       | —                       | —                       | —                       | —                       | —                       | —                       | —                       | —                        | —                       | 2020                          |
| 2020 | «Balance» (Big Baby Tape)                  | —                       | —                       | —                       | 4                       | —                       | 16                      | —                       | —                       | —                       | —                       | —                       | —                        | —                       | Внеальбомный сингл            |
| 2020 | «Не в тусе» (Платина)                      | —                       | —                       | —                       | —                       | —                       | —                       | —                       | —                       | —                       | —                       | —                       | —                        | —                       | AA Language                   |
| 2020 | «Pull Up» (Молодой Платон)                 | —                       | —                       | —                       | —                       | —                       | —                       | —                       | —                       | —                       | —                       | —                       | —                        | —                       | In Da Club                    |
| 2020 | «Haribo» (Молодой Платон)                  | —                       | —                       | —                       | —                       | —                       | —                       | —                       | —                       | —                       | —                       | —                       | —                        | —                       | In Da Club                    |
| 2021 | «Химия» (Sonicworldwide и Go Glare)        | —                       | —                       | —                       | —                       | —                       | —                       | —                       | —                       | —                       | —                       | —                       | —                        | —                       | Внеальбомный сингл            |
| 2021 | «Noir» (The Limba и Markul)                | —                       | —                       | —                       | —                       | —                       | —                       | —                       | —                       | —                       | —                       | —                       | —                        | —                       | AA Language                   |
| 2021 | «Guala» (Малой Uzi)                        | —                       | —                       | —                       | —                       | —                       | —                       | —                       | —                       | —                       | —                       | —                       | —                        | —                       | Внеальбомный сингл            |
| 2021 | «Project Baby» (Молодой Платон)            | —                       | —                       | —                       | —                       | —                       | —                       | —                       | —                       | —                       | —                       | —                       | —                        | —                       | Son of Trap                   |
| 2021 | «Kebab Boy» (Lil Krystalll)                | —                       | —                       | —                       | —                       | —                       | —                       | —                       | —                       | —                       | —                       | —                       | —                        | —                       | AA Language                   |
| 2021 | «Сердце для шалав» (Платина)               | —                       | —                       | —                       | —                       | —                       | —                       | —                       | —                       | —                       | —                       | —                       | —                        | —                       | Sosa Muzik                    |
| 2021 | «Бригада» (Платина)                        | —                       | —                       | —                       | —                       | —                       | —                       | —                       | —                       | —                       | —                       | —                       | —                        | —                       | Sosa Muzik                    |
| 2021 | «В клубе» (Платина)                        | —                       | —                       | —                       | —                       | —                       | —                       | —                       | —                       | —                       | —                       | —                       | —                        | —                       | Sosa Muzik                    |
| 2021 | «Liga La Sosa» (Платина)                   | —                       | —                       | —                       | —                       | —                       | —                       | —                       | —                       | —                       | —                       | —                       | —                        | —                       | Sosa Muzik                    |
| 2021 | «Заново» (Федук)                           | —                       | —                       | —                       | —                       | —                       | —                       | —                       | —                       | —                       | —                       | —                       | —                        | —                       | Внеальбомный сингл            |
| 2021 | «Kage» (Daveythegreat)                     | —                       | —                       | —                       | —                       | —                       | —                       | —                       | —                       | —                       | —                       | —                       | —                        | —                       | Tower of David                |
| 2021 | «Бизнес вумен» (Slava Marlow)              | —                       | —                       | —                       | —                       | —                       | —                       | 3                       | —                       | —                       | 11                      | 8                       | 118                      | 18                      | AA Language                   |
| 2021 | «Stick Baby» (Lil Gnar)                    | —                       | —                       | —                       | —                       | —                       | —                       | —                       | —                       | —                       | —                       | —                       | —                        | —                       | Die Bout It (Deluxe)          |
| 2021 | «Sleepknot» (Obladaet)                     | —                       | —                       | —                       | —                       | —                       | —                       | —                       | —                       | —                       | —                       | —                       | —                        | —                       | Sleepknot                     |
| 2021 | «Миллион дорог» (Slava Marlow)             | —                       | —                       | —                       | —                       | —                       | —                       | —                       | —                       | —                       | —                       | —                       | —                        | —                       | Внеальбомные синглы           |
| 2022 | «Джеки Чан» (Gotcha)                       | —                       | —                       | —                       | —                       | —                       | —                       | —                       | —                       | —                       | —                       | —                       | —                        | —                       | Внеальбомные синглы           |
| 2022 | «OG Статус» (OG Minay)                     | —                       | —                       | —                       | —                       | —                       | —                       | —                       | —                       | —                       | —                       | —                       | —                        | —                       | «Сезон Орла»                  |
| 2022 | «Daleko» (Моргенштерн)                     | 2                       | 2                       | 1                       | —                       | 1                       | 4                       | —                       | 8                       | —                       | —                       | —                       | —                        | —                       | AA Language                   |
| 2022 | «Тесно» (Bushido Zho и ANIKV)              | 1                       | 1                       | 1                       | —                       | —                       | 1                       | —                       | 3                       | 18                      | 2                       | —                       | —                        | —                       | AA Language                   |
| 2022 | «Больно» (Mayot и Markul)                  | 5                       | —                       | —                       | —                       | —                       | —                       | —                       | —                       | —                       | —                       | —                       | —                        | —                       | AA Language                   |
| 2022 | «Detka» (Blago White)                      | 95                      | —                       | —                       | —                       | —                       | —                       | —                       | —                       | —                       | —                       | —                       | —                        | —                       | AA Language                   |
| 2022 | «On Air» (Obladaet)                        | 11                      | —                       | —                       | —                       | —                       | —                       | —                       | —                       | —                       | —                       | —                       | —                        | —                       | AA Language                   |
| 2022 | «NBA 300 (Outro)» (Платина)                | 46                      | —                       | —                       | —                       | —                       | —                       | —                       | —                       | —                       | —                       | —                       | —                        | —                       | AA Language                   |
| 2022 | «Фиеста» (Yanix и Seemee)                  | 6                       | 5                       | 6                       | —                       | —                       | 5                       | —                       | —                       | —                       | —                       | —                       | —                        | —                       | AA Language                   |
| 2022 | «Ski Ski» (Big Baby Tape)                  | 8                       | —                       | —                       | —                       | —                       | —                       | —                       | —                       | —                       | —                       | —                       | —                        | —                       | AA Language                   |
| 2022 | «Перепонки» (Федук)                        | 13                      | —                       | —                       | —                       | —                       | —                       | —                       | —                       | —                       | —                       | —                       | —                        | —                       | AA Language                   |
| 2022 | «Discord» (Элджей и Lil Krystalll)         | 9                       | —                       | —                       | —                       | —                       | —                       | —                       | —                       | —                       | —                       | —                       | —                        | —                       | AA Language                   |
| 2022 | «Дом с приведениями» (Obladaet)            | —                       | —                       | —                       | —                       | —                       | —                       | —                       | —                       | —                       | —                       | —                       | —                        | —                       | Внеальбомные синглы           |
| 2022 | «Недоступен Леймам» (Nikitsunami)          | —                       | —                       | —                       | —                       | —                       | —                       | —                       | —                       | —                       | —                       | —                       | —                        | —                       | Внеальбомные синглы           |
| 2022 | «Ты одна» (Guram D)                        | —                       | —                       | —                       | —                       | —                       | —                       | —                       | —                       | —                       | —                       | —                       | —                        | —                       | Внеальбомные синглы           |
| 2022 | «Православный дрилл» (Magic Man)           | —                       | —                       | —                       | —                       | —                       | —                       | —                       | —                       | —                       | —                       | —                       | —                        | —                       | Внеальбомные синглы           |
| 2022 | «Murder Rate» (Kizaru)                     | —                       | —                       | —                       | —                       | —                       | 13                      | —                       | 11                      | —                       | 5                       | —                       | —                        | —                       | «Тебя любят там где меня нет» |
| 2022 | «From UK to RU» (Soda Luv)                 | —                       | —                       | —                       | —                       | —                       | —                       | —                       | —                       | —                       | —                       | —                       | —                        | —                       | «Ничего личного 2»            |
| 2023 | «DYM» (Gotcha)                             | —                       | —                       | —                       | —                       | —                       | —                       | —                       | —                       | —                       | —                       | —                       | —                        | —                       | Внеальбомные синглы           |
| 2023 | «Hoodak MP3» (Big Baby Tape)               | 2                       | 2                       | 1                       | —                       | —                       | 1                       | —                       | 2                       | 20                      | 3                       | —                       | —                        | —                       | Внеальбомные синглы           |
| 2023 | «D3» (Элджей)                              | —                       | —                       | —                       | —                       | —                       | —                       | —                       | —                       | —                       | —                       | —                       | —                        | —                       | «Sayonara bоль»               |
| 2023 | «Вместе» (Bushido Zho)                     | —                       | —                       | —                       | —                       | —                       | —                       | —                       | —                       | —                       | —                       | —                       | —                        | —                       | AA Language 2                 |

## Награды и номинации
| Год  | Рейтинг   | Категория                   | Работа        | Позиция | Прим.  |
| ---- | --------- | --------------------------- | ------------- | ------- | ------ |
| 2023 | VK Музыка | Самый мощный старт — альбом | AA Language 2 | Победа  | [ 29 ] |
| 2023 | Forbes    | «30 до 30»                  | —             | Победа  | [ 30 ] |